# 산남고등학교
산남고등학교(山南高等學校)는 대한민국 충청북도 청주시 서원구 산남동에 있는 공립 고등학교이다.

## 학교 연혁
- 2005년 9월 8일 : 산남고등학교 설립 인가(10학급)
- 2007년 5월 10일 : 개교식
- 2019년 3월 1일 : 국제융합 교과특성화학교 운영
- 2020년 3월 1일 : 고교학점제 선도학교 운영
- 2022년 3월 1일 : 인공지능(AI)교육 선도학교 운영
- 2024년 2월 7일 : 제15회 졸업식(226명, 졸업생 누계 5,055명)
- 2024년 3월 4일 : 제18회 입학식(264명)
- 2024년 9월 1일 : 제10대 이필란 교장 부임

## 참고 자료
- 산남고등학교 - 한국교육학술정보원 학교알리미